# 前田顕蔵
前田 顕蔵（まえだ　けんぞう、1982年6月27日 - ）は、大阪府出身のプロバスケットボール指導者。Bリーグ・B1に所属する秋田ノーザンハピネッツのヘッドコーチを務めている。

## 来歴
小学校4年生の時にバスケットボールを始める。
大商学園高等学校卒業後に渡米し、ネブラスカ州立大学カーニー校に進学。
その後、ヒューマンアカデミーアシスタントコーチを経て、2008年にbjリーグ・高松ファイブアローズ（現：香川）のアシスタントコーチ兼通訳に就任。同時に同チームのバスケットボールスクールコーチを務める。
2011年7月、金澤篤志前ヘッドコーチ退任後のヘッドコーチに就任。就任1年目の2011-12シーズンは開幕前から主力選手の故障離脱に苦しみ、シーズン2勝で最下位に沈んだ。2年目の2012-13シーズンは最下位を脱出し、勝利数も前シーズンの10倍の20勝をあげた。2013-14シーズンはbjリーグオールスターゲームでチームウエストのコーチを務めた。シーズン成績は23勝をあげ、最終戦までプレイオフ進出を争った。4年目の2014-15シーズンに高松を6シーズンぶりのプレイオフ出場に導いた後、同シーズン限りで退任。
2015年8月、秋田ノーザンハピネッツのアシスタントコーチに就任。高松退団後初めて古巣・高松と対戦した12月12日の試合では、長谷川誠ヘッドコーチが出場停止で指揮を執れなかったため、ヘッドコーチ代行として指揮を執り、82-64で勝利した。
2019年6月、アシスタントコーチから昇格する形で秋田ノーザンハピネッツのヘッドコーチに就任。。3シーズン目の2021-22シーズンに秋田を初のプレーオフ・チャンピオンシップ進出に導いた。
2022-23シーズンも引き続き指揮を執る事が決まっていたが、後述の家庭の事情により、当面の間チーム活動から一旦離れる事になる。

### 日本代表チームでの活動
2018年9月、FIBAバスケットボールワールドカップ2019 アジア地区 2次予選、Window4に向けた男子日本代表チームのサポートコーチ兼通訳として帯同した。
2020年11月より、日本男子代表の強化合宿にサポートコーチ兼通訳として参加。2021年7月開催の東京オリンピック男子日本代表チームにも参加する。

## 指導
- 高松でヘッドコーチを務めていた際のインタビューでは、コーチングで目標・参考としている人物はネブラスカ大学カーニー校時代の監督とNBA・シカゴ・ブルズHCのトム・ティボデューと答えている[6]。
- 秋田は2019-20シーズンの人件費がB1リーグで10位のチームだが、2020-21シーズンは平均失点数と100回の守備あたりの失点率はリーグ5位だった。前田を評価している日本代表ヘッドコーチのフリオ・ラマスに日本代表合宿でのディフェンス作りを任せられている[7]。

## 人物
家族は妻と4人の子供がいたが、妻は闘病の末、2022年9月29日に亡くなっている。